# Пулатов, Сайфулло
Сайфулло Пулатов — советский хозяйственный, государственный и политический деятель.

## Биография
Родился в 1920 году в семье крестьянина в Ромитском районе. Член ВКП(б) с 1945 года.
С 1937 года — на хозяйственной, общественной и политической работе. В 1937—1981 гг. — учитель в Ромитском районе, в Советской Армии, ответственный секретарь редакции «Большевики Ромита», заведующий отделом пропаганды и агитации Ромитского райкома партии, слушатель республиканской партийной школы, заведующий секретариатом печати пропаганды и агитации ЦК КП Таджикистана, второй секретарь Октябрьского райкома КП(б) Таджикистана, заведующий отделом пропаганды и агитации Душанбинского горкома КПСС, заведующий отделом культуры Душанбинского горисполкома, заместитель заведующего отделом пропаганды и агитации ЦК КП Таджикистана, первый секретарь Железнодорожного райкома, Душанбинского горкома КП Таджикистана, заведующий отделом науки и учебных заведений ЦК КП Таджикистана, председатель Госкомитета по делам издательств, полиграфии и книжной торговли, Совета по туризму и экскурсиям Таджикской ССР.
Избирался депутатом Верховного Совета СССР 6-го, 7-го, 8-го созывов.